# Adrián Fernández Leal
Claudio Adrián Fernández Leal (n. Uruguay; 30 de enero de 1977) es un exfutbolista y actual entrenador de fútbol uruguayo.

## Clubes

### Como futbolista
| Club               | País    | Año       |
| ------------------ | ------- | --------- |
| Albion             | Uruguay | 1997      |
| Liverpool          | Uruguay | 1998-2000 |
| Salus              | Uruguay | 2000      |
| Uruguay Montevideo | Uruguay | 2001-2004 |
| Progreso           | Uruguay | 2005      |
| Sud América        | Uruguay | 2006-2007 |

### Como entrenador
| Club                    | País    | Año       |
| ----------------------- | ------- | --------- |
| Oriental                | Uruguay | 2012-2015 |
| Villa Teresa            | Uruguay | 2016      |
| Cerro Largo             | Uruguay | 2017      |
| Villa Teresa            | Uruguay | 2018      |
| Sud América             | Uruguay | 2018      |
| Villa Teresa            | Uruguay | 2020      |
| Cerrito                 | Uruguay | 2022      |
| Juventud de Las Piedras | Uruguay | 2022      |
| Plaza Colonia           | Uruguay | 2023      |